# 石倉車站
石倉車站（日语：／ Ishikura eki */?）是由北海道旅客鐵道（JR北海道）所經營的鐵路車站，位於日本北海道茅部郡森町，是JR北海道函館本線沿線的一個無人小站。石倉車站屬於JR北海道函館支社的管理範圍。現時只提供每天上、下行各六班的普通列車來往函館與長萬部之間（但最後一班上行列車則只營運至森）。

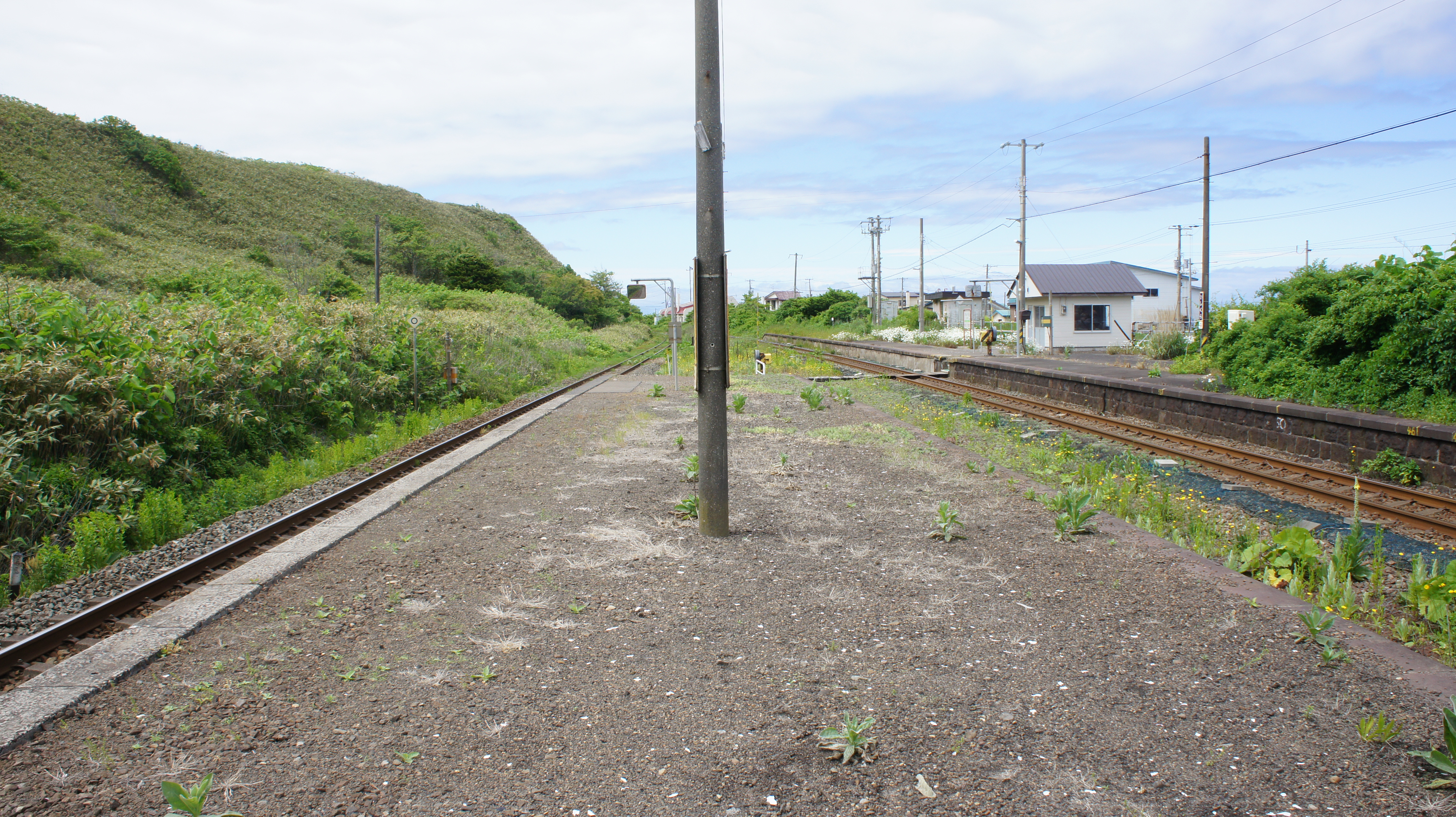
月台（2018年6月）

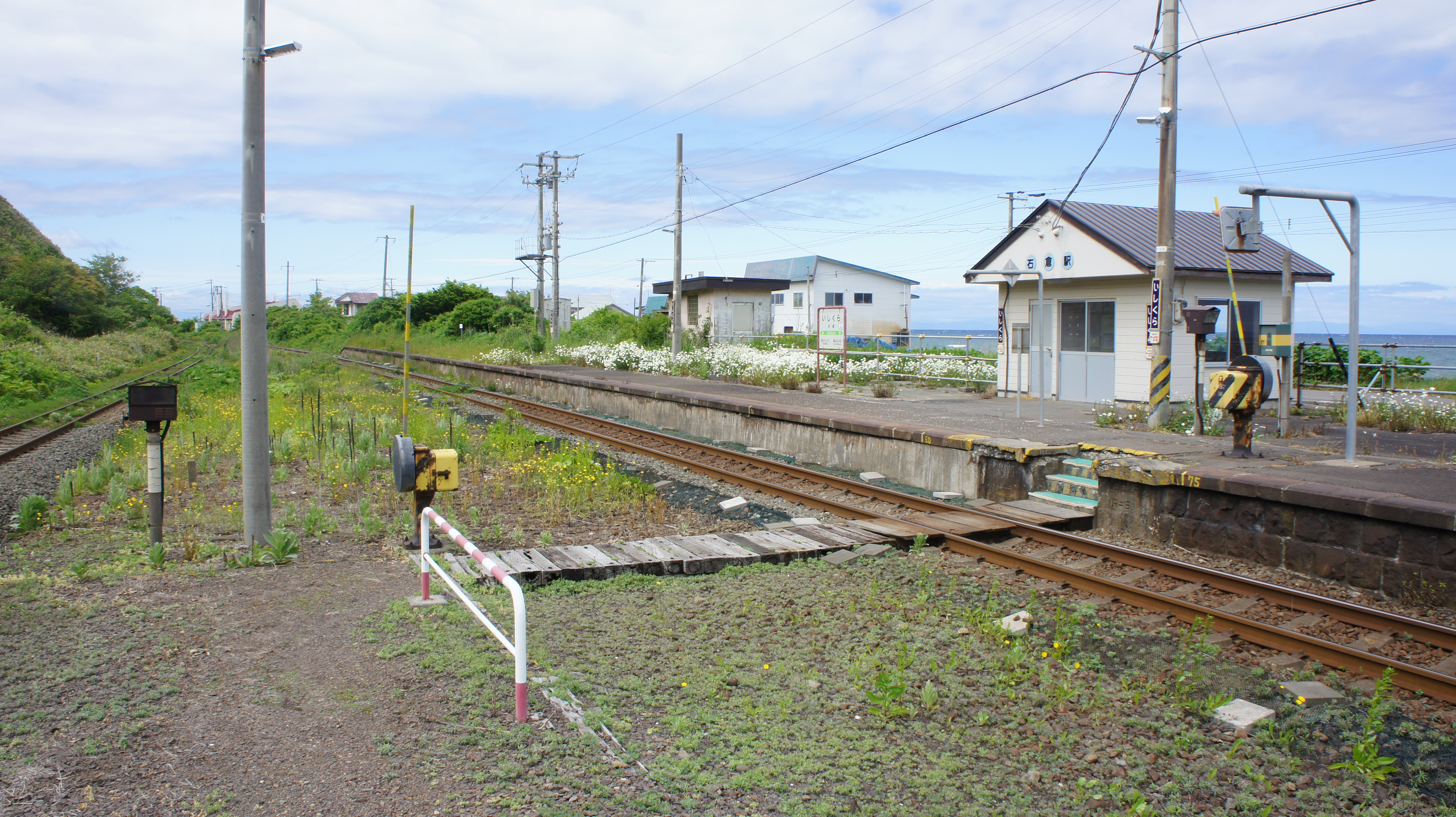
平交道（2018年6月）

## 車站結構
地面車站。混合式月台2面3線，採用較特別的月台、軌道、月台、軌道並列的構造。沒有站舍，但月台上設有比較大的候車室。是無人站。上下行月台聯絡可使用站內平交道。

## 相鄰車站
北海道旅客鐵道（JR北海道）
■函館本線
■特急「北斗」
通過
■普通
森（H62）－（石谷信號場）－石倉（H58）－落部（H57）

## 外部連結
- JR北海道石倉站 （页面存档备份，存于）（日語）